# گوستاو تیفنتالر
گوستاو تیفنتالر (انگلیسی: Gustav Tiefenthaler; ۲۵ ژوئیهٔ ۱۸۸۶ – ۱۴ آوریل ۱۹۴۲) کشتی‌گیر اهل ایالات متحده آمریکا بود.